# Aage Barfoed
Aage Barfoed, född 1879, död 1960, var en dansk författare.
Han har bland annat skrivit skådespelen Væven (1905), Skyggen (1907), och Jörgen Gylling (1909), samt en cykel historiska romaner från Danmarks storhetstid. Sin största framgång för scenen vann han med den verkningsfulla textboken till S. Salomons historiska opera Leonora Christine (1926). Han skrev också stumfilmsmanus.

## Filmmanus (urval)
- 1917 – Ångest som dödar

## Priser & utmärkelser
- Emma Bærentzens Legat 1926